# Фирлингер, Зденек
Зде́нек Фи́рлингер, (чеш. Zdeněk Fierlinger, крещ. Зденко Йиндржих Эуген Мариа Фирлингер, чеш. Zdenko Jindřich Eugen Maria Fierlinger, 11 июля 1891 года, Оломоуц — 2 мая 1976 года, Прага) — чехословацкий политик.

## Биография
Во время Первой мировой войны был призван в австро-венгерскую армию, однако перешёл на сторону Российской империи и вступил в Чехословацкий легион. После возвращения был послом Чехословакии в Нидерландах, Румынии, США, Швейцарии, Австрии и СССР. Член Чешской социал-демократической партии с 1924, во время пребывания в СССР познакомился с Клементом Готвальдом.
В рамках реализации Кошицкой программы возглавлял правительство Национального фронта чехов и словаков и с апреля 1945 по июль 1946. Был сторонником объединения левых социал-демократов Чехословакии с КПЧ.
На выборах 26 мая 1946 чехословацкие социал-демократы получили 12,05 % голосов в целом по Чехословакии и 37 мест в Законодательном народном собрании. 2 июля вместе двумя крупнейшими партиями в парламенте — КП Чехии и КП Словакии — сформировала правительство во главе с Клементом Готвальдом.
В 1948 году вступил в КПЧ. Заместитель председателя правительства в 1948—1953 годах, председатель Президиума Национального собрания с 15 октября 1953 по 23 июня 1964 года. Оставался членом ЦК КПЧ вплоть до 1966 года. Одним из его последних публичных актов был протест у посольства СССР против подавления Пражской весны в 1968 году.

## Награды
- Большой крест ордена Возрождения Польши[5]
- Два ордена Клемента Готвальда (7.5.1955, 11.7.1961)[6].